# 水上タクシー

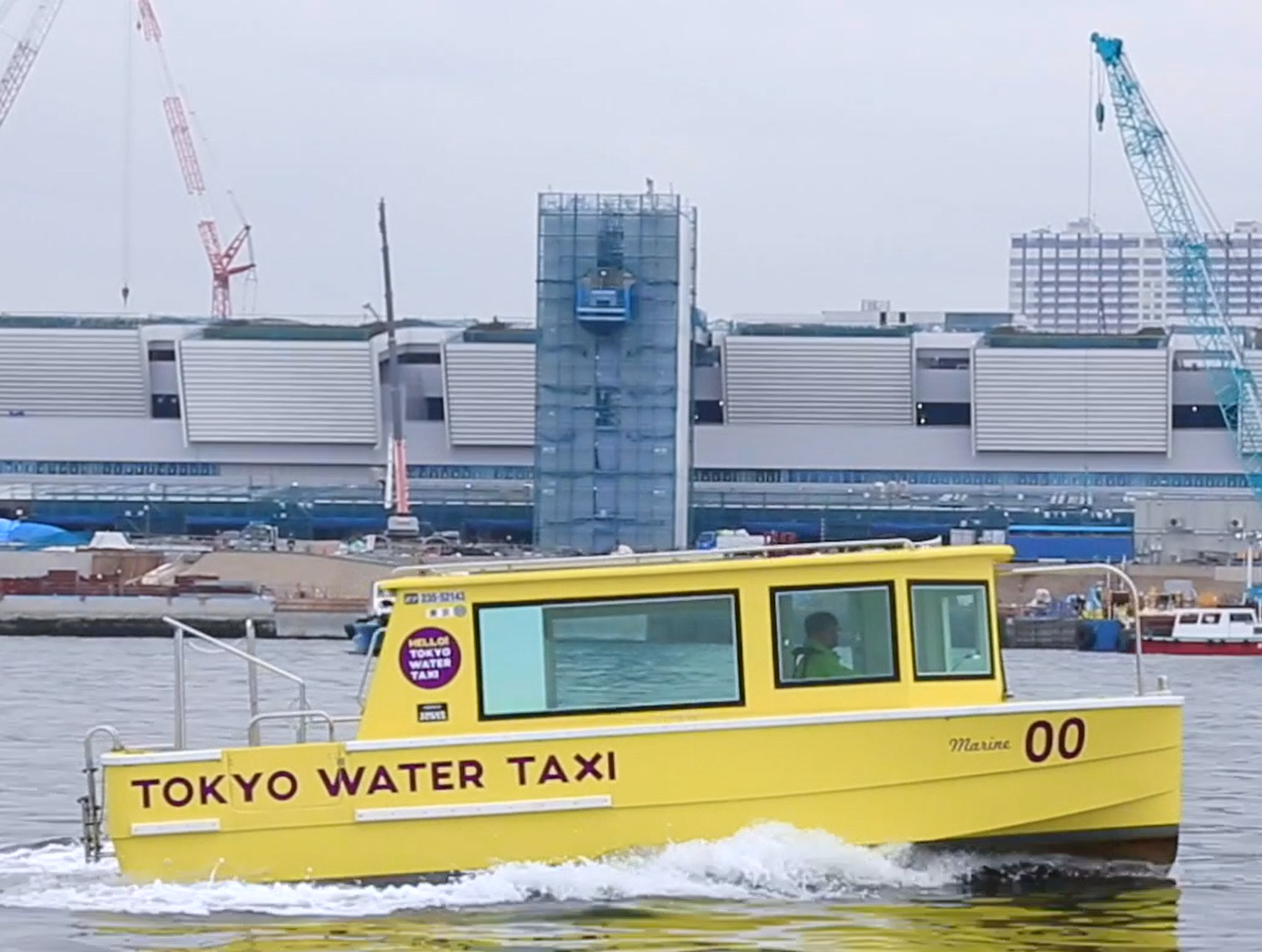
水上タクシー - 東京都

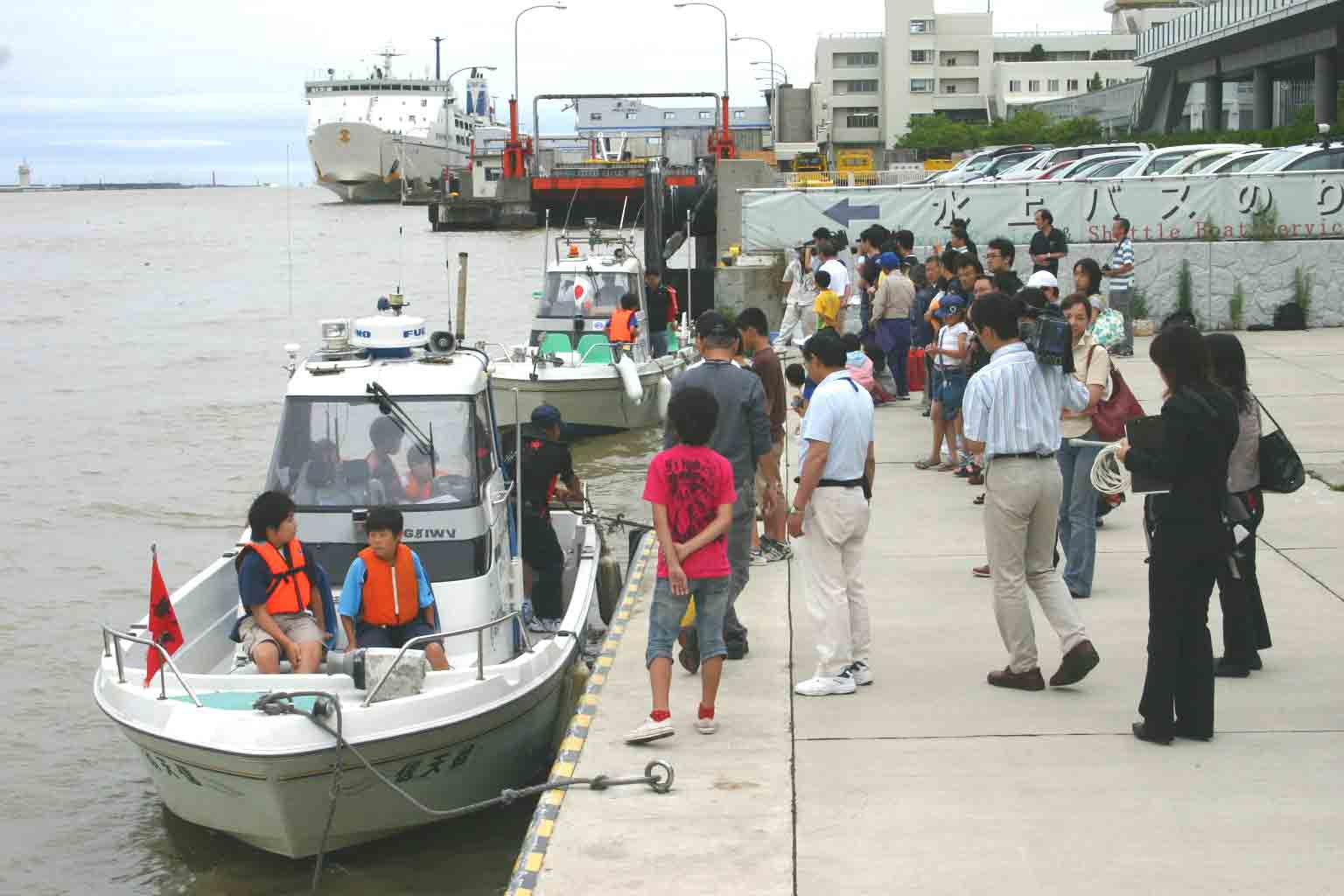
水上タクシー - 新潟市

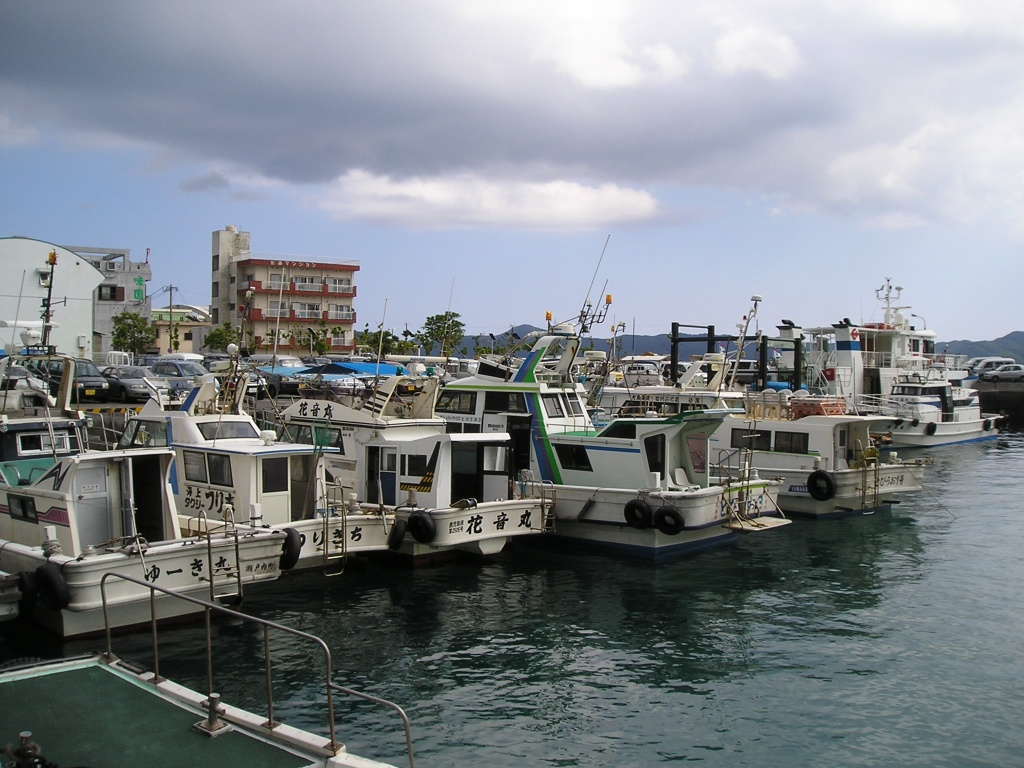
待機する海上タクシー - 古仁屋港（鹿児島県瀬戸内町）

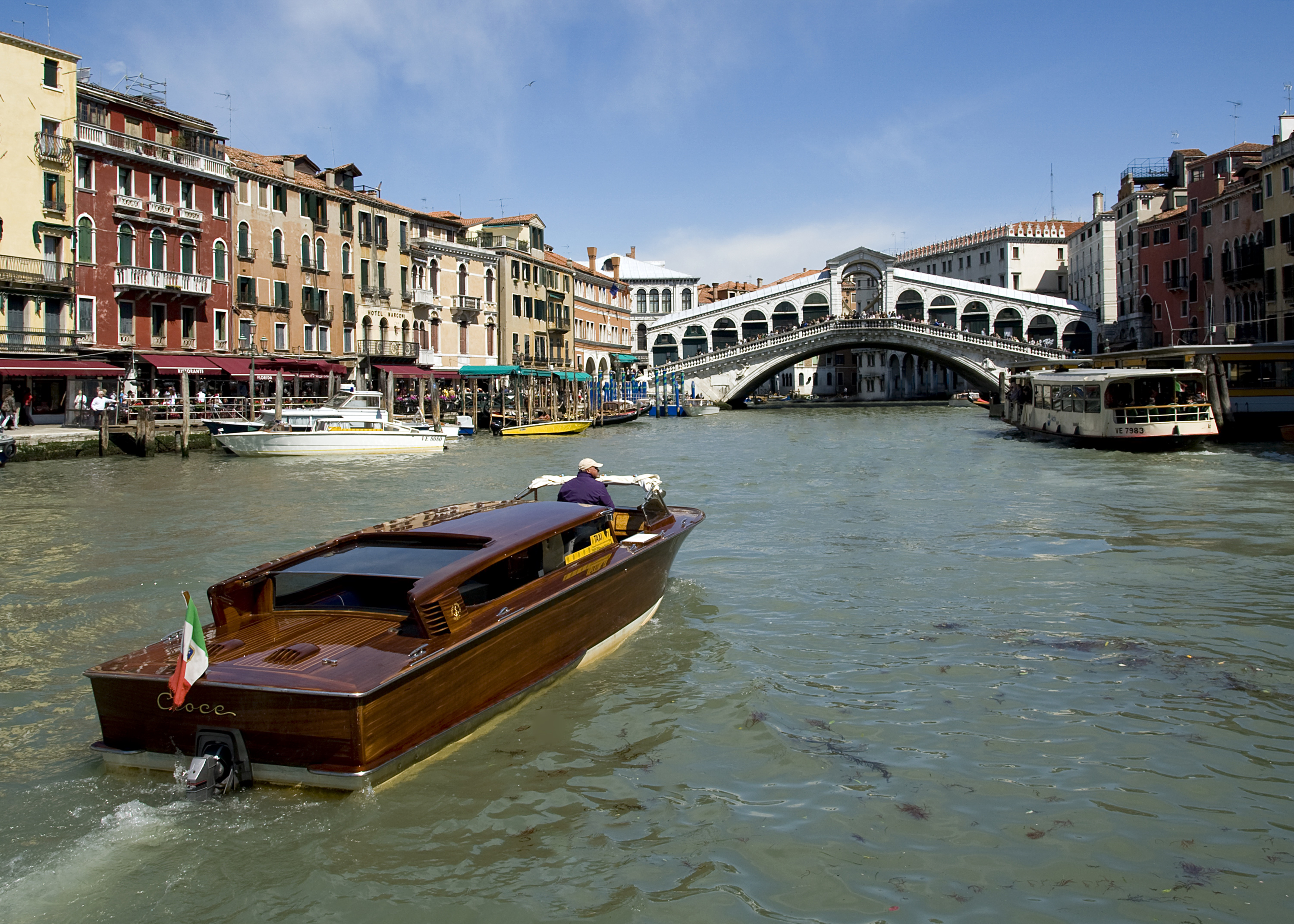
ヴェネツィアの水上タクシー

水上タクシー（すいじょうタクシー）は、小型船舶を利用したチャーター船。海上を行く場合、海上タクシーとも呼ばれる。

## 日本の場合
水上タクシーは海上運送法第20条2項の「人の運送をする不定期航路事業」に該当する。日本では瀬戸内海や九州周辺や南西諸島の小規模な離島への交通手段として、旅客船などが運航されていない時間帯などにおいて利用される。一方都市部においては、入り組んだ港湾、運河、河川の各乗降場間を結ぶ機動性の高い交通手段として注目されている。

### 海上運送法による規制
2000年の法改正により、人の運送を行う全ての船舶運航事業者には海上運送法が適用されるようになった。同法では、海上タクシーの旅客定員は12名以下とされている。
一方で運賃については法令による規制がないため、陸上のタクシーと異なり各業者が自由に決めることができる。このため同じ区間の利用であっても業者により大きく運賃が異なることがある。

### 都市部における実験や導入事例
各地で社会実験や季節的な運行が実施されており、東京都では先行して常態的な運航を開始した。
- 大阪市 - 2004年に「水辺のまち再生プロジェクト」の一環として、水上タクシーが実験的に運行された[1]。
- 愛知県 - 日間賀島から佐久島を結ぶ連絡船において使われている。
- 新潟市 - 2006年から新潟市で行われる新潟みなと水遊記期間中、水上タクシーが運航された。その後、2010年現在まで、期間中に運行されている[2]。
- 横浜市 - 2007年9月から10月にかけて、神奈川県等が水上交通の発展を模索する一環として、みなとみらい地区を中心とした水上タクシー運航実験を行った。2008年にも、国土交通省関東運輸局が実験を行った[3]。
- 東京都 - 2015年3月に初の専業会社となる東京ウォータータクシーが設立され、同年11月から営業を開始した[4]。[5]。
- 広島市 - 市内を流れる川に多数ある雁木を利用する水上タクシー

## 日本以外の場合
イタリアのヴェネツィア本島は細い水路で地形が細かく区切られていて、自動車による陸上輸送が不可能であるためモーターボートを使ったもの（上方の写真）や、小型ゴンドラを使った水上タクシーが活躍している。
香港を含む中国や東南アジアの一部地域ではサンパンと呼ばれる小型船が主に港内交通の手段として用いられて来た。